# Lampides phaidon
Lampides phaidon är en fjärilsart som beskrevs av Hans Fruhstorfer 1921. Lampides phaidon ingår i släktet Lampides och familjen juvelvingar. Inga underarter finns listade i Catalogue of Life.